# Nekla
Nekla este un oraș în Polonia.